# General Dynamics
General Dynamics Corporation (GD) là một Công ty đại chúng chuyên sản xuất các sản phẩm hàng không vũ trụ và quốc phòng có trụ sở đặt tại Reston, Virginia. Tính đến năm 2020, General Dynamics là nhà thầu quốc phòng lớn thứ năm trên thế giới về vũ khí và lớn thứ năm trên nước Mỹ về tổng doanh thu. 
Công ty được thành lập vào năm 1954 sau khi sáp nhập công ty sản xuất tàu ngầm Electric Boat với công ty sản xuất máy bay Canadair, hiện nay công ty có mười công ty thành viên và có tổ chức hoạt động trên 45 quốc gia. Sản phẩm của công ty có máy bay phản lực thương gia, tàu ngầm nguyên tử lớp Virginia và Columbia, tàu khu trục mang tên lửa dẫn đường lớp Arleigh Burke, xe tăng chủ lực M1 Abrams và xe chiến đấu bộ binh Stryker.
Vào năm 2022, General Dynamics có tổng doanh thu toàn cầu 39,4 tỉ đô la Mỹ và tạo việc làm toàn thời gian cho 106.500 người. Hiện nay chủ tịch và chief executive officer (CEO) của công ty là Phebe Novakovic.

## Các sản phẩm của công ty
Máy bay
- Gulfstream
- Jet Aviation

Hệ thống hàng hải
- Electric Boat
- Bath Iron Works
- NASSCO

Hệ thống chiến đấu
- General Dynamics Land Systems
- General Dynamics European Land Systems
- General Dynamics Ordnance and Tactical Systems

Công nghệ
- GDIT
- General Dynamics Mission Systems

### Aircraft systems
- General Dynamics F-111 Aardvark
  - General Dynamics-Grumman F-111B
  - General Dynamics F-111C
  - General Dynamics F-111K
  - General Dynamics–Grumman EF-111A Raven
- General Dynamics F-16 Fighting Falcon
  - General Dynamics F-16 VISTA
  - General Dynamics F-16XL
  - General Dynamics F-16 Fighting Falcon variants
- Martin/General Dynamics RB-57F Canberra

### Hệ thống hàng hải
- American Overseas Marine Corporation
- Bath Iron Works
- Electric Boat
- National Steel and Shipbuilding Company
- Quincy Shipbuilding Division (closed 1986)

### Hệ thống tên lửa
- RIM-24 Tartar
- FIM-43 Redeye
- MIM-46 Mauler
- RIM-66 Standard
- AGM-78 Standard ARM
- FIM-92 Stinger
- AIM-97 Seekbat
- RIM-116 Rolling Airframe Missile
- AGM-129 ACM
- Tomahawk (missile)
- BGM-109G Ground Launched Cruise Missile
- SM-65 Atlas (CGM/HGM-16)

### Hệ thống chiến đấu

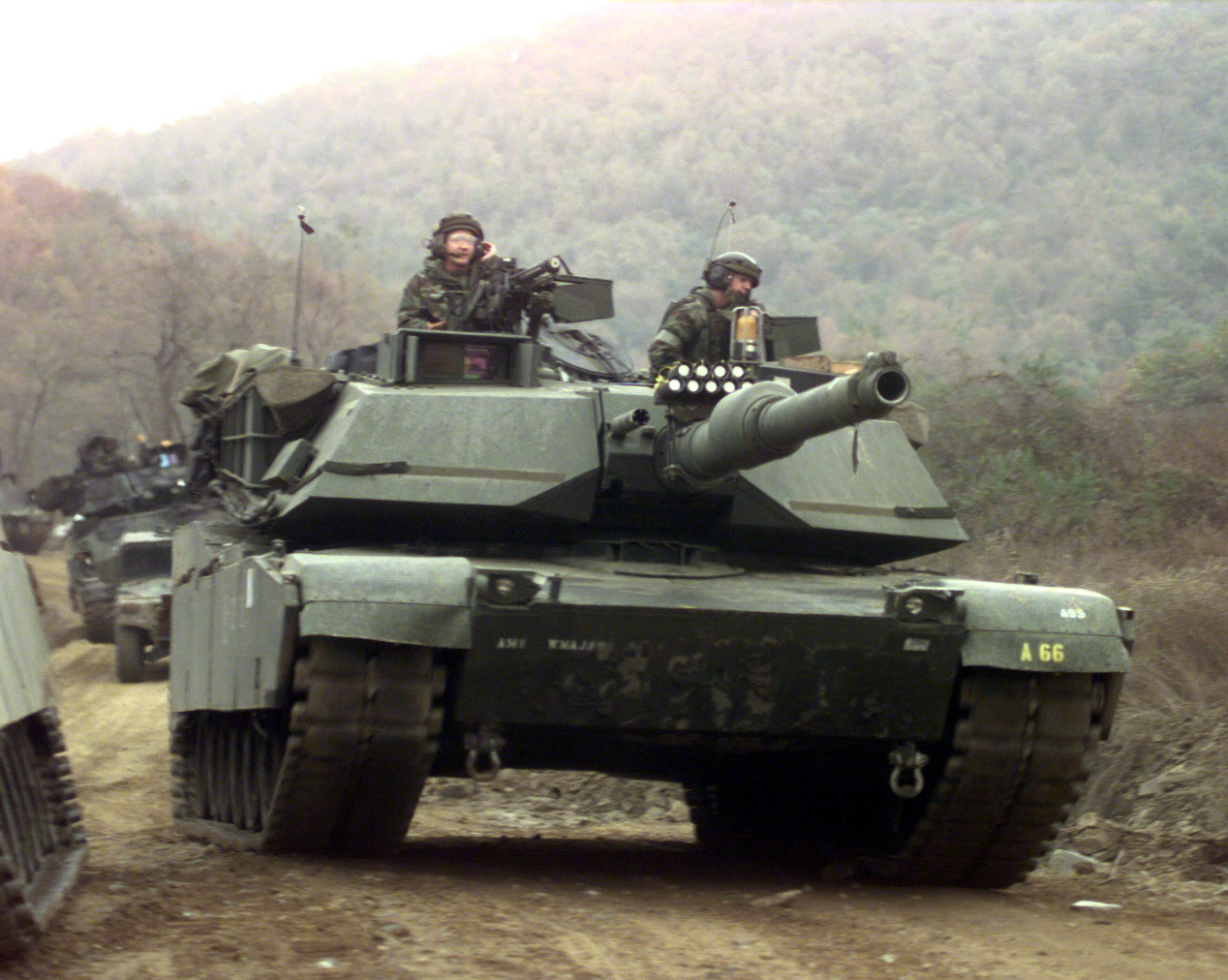
M1 Abrams

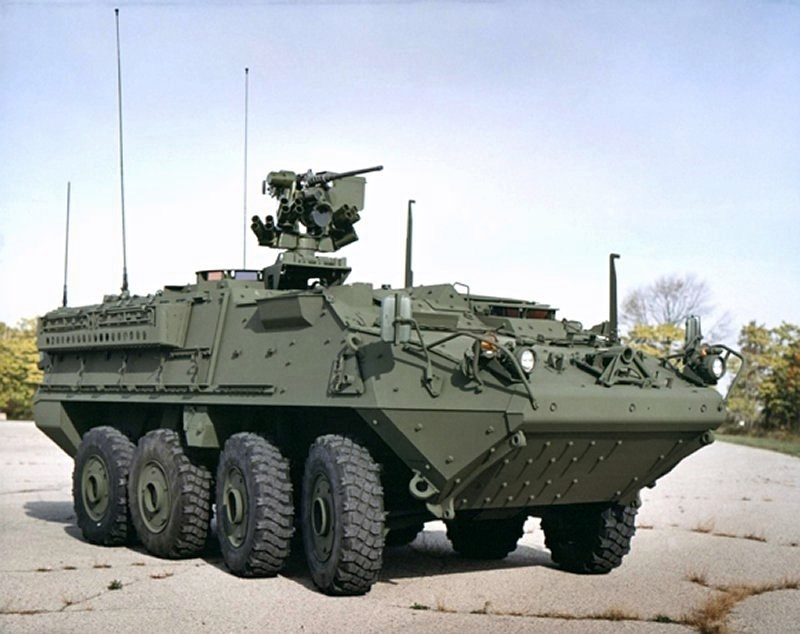
Stryker

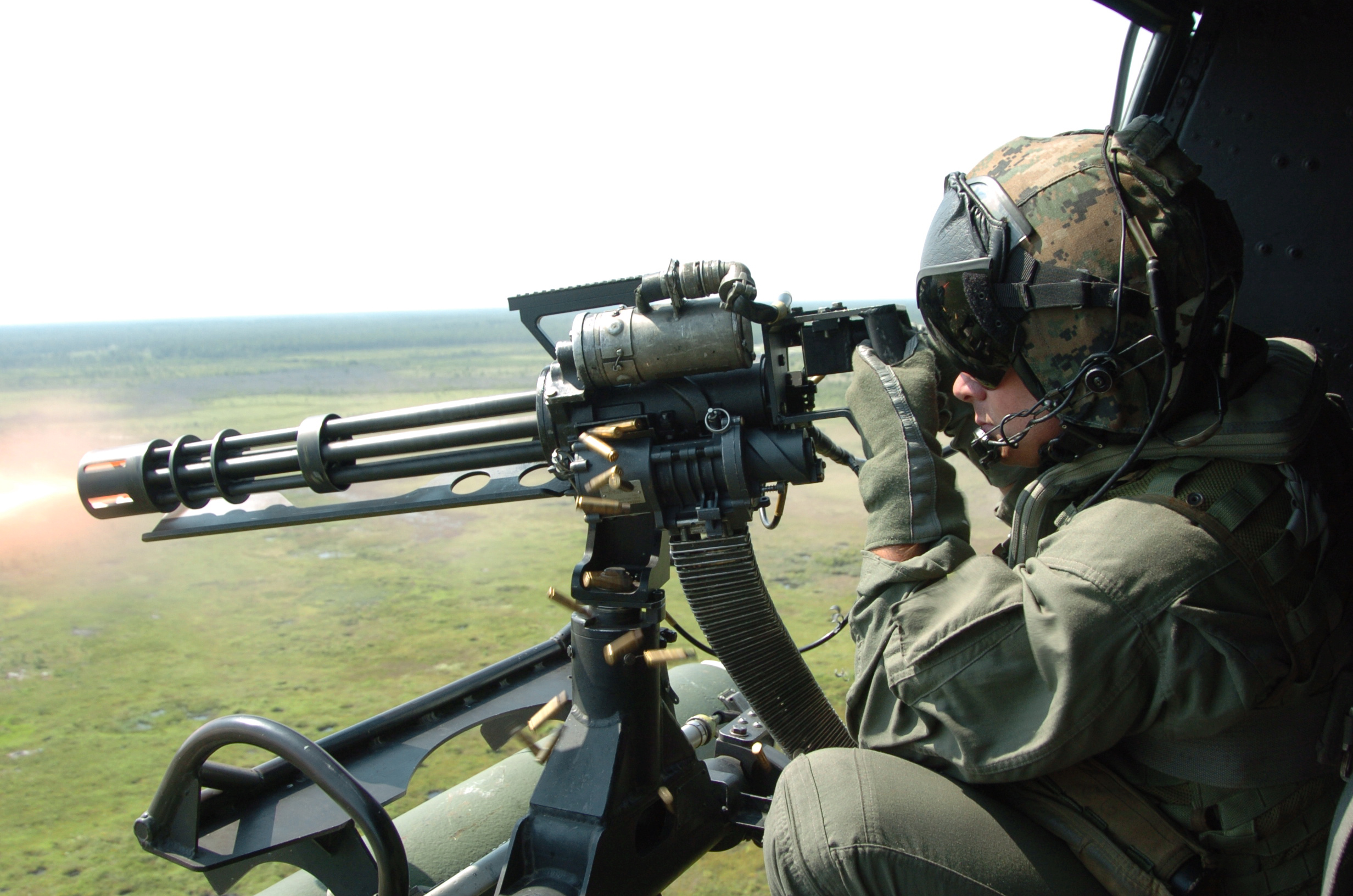
Minigun

- Former General Dynamics Pomona Division
  - Phalanx CIWS
- General Dynamics Land Systems[5]
  - General Dynamics Robotic Systems[6]
    - Autonomous Navigation System[7]
    - Mobile Detection and Assessment Response System[8]
    - Unmanned Surface Vehicle[9]

  - Expeditionary tank
  - M1 Abrams series main battle tank
  - Expeditionary Fighting Vehicle
  - Heavy Assault Bridge program
  - LAV series
  - Stryker Armored Combat Vehicle
  - XM2001 Crusader self-propelled howitzer
- General Dynamics Armament and Technical Products[10]
  - GAU-17 (Minigun)
  - GAU-19
- General Dynamics Ordnance and Tactical Systems[11]
- General Dynamics European Land Systems (GDELS)[12]
  - GDELS-Steyr
    - ASCOD AFV (Ulan)
    - Pandur II

  - GDELS-Mowag
    - Mowag Duro
    - Mowag Eagle
    - Mowag Piranha

  - GDELS-Santa Bárbara Sistemas
    - Leopard 2E
    - ASCOD AFV (Pizarro)
- General Dynamics United Kingdom Limited
  - Scout SV

### Hệ thống thông tin
Information Systems và Technology chiếm 34% doan thu của công ty tính đến năm 2014.

### Hệ thống phóng tàu vũ trụ
- Atlas (rocket family)
  - Atlas-Centaur
  - Atlas E/F
  - Atlas G
  - Atlas H
  - Atlas SLV-3
  - Atlas-Agena
- NEXUS (rocket) space launch vehicle concept (never built)

### Citations
1. 1 2  "General Dynamics Corporation 2022 Annual Report (Form 10-K)". U.S. Securities and Exchange Commission. ngày 7 tháng 2 năm 2023.
2. ↑  "SIPRI Arms Industry Database". Stockholm International Peace Research Institute. Truy cập ngày 7 tháng 8 năm 2022.
3. ↑  "General Dynamics Company Profile". Fortune (bằng tiếng Anh). Truy cập ngày 15 tháng 12 năm 2021.
4. ↑  Robert Trumbull (ngày 29 tháng 11 năm 1975). "General Dynamics to Sell Candadair; Ottawa Says It Will Acquire Aircraft‐Manufacturing Unit for $38 Million". The New York Times (bằng tiếng Anh). Truy cập ngày 21 tháng 8 năm 2019.
5. ↑  "General Dynamics Land Systems". Bản gốc lưu trữ ngày 12 tháng 2 năm 1997. Truy cập ngày 10 tháng 10 năm 2014.
6. ↑  "General Dynamics Robotic Systems".
7. ↑  General Dynamics Robotic Systems – Autonomous Navigation System (ANS) Lưu trữ ngày 3 tháng 4 năm 2015 tại Wayback Machine
8. ↑  General Dynamics Robotic Systems – Mobile Detection Assessment and Response System (MDARS) Lưu trữ ngày 20 tháng 12 năm 2008 tại Wayback Machine
9. ↑  General Dynamics Robotic Systems – Unmanned Surface Vehicles (USV) Lưu trữ ngày 28 tháng 9 năm 2008 tại Wayback Machine
10. ↑  General Dynamics Armament and Technical Products (GDATP) Lưu trữ ngày 4 tháng 10 năm 2008 tại Wayback Machine
11. ↑  "General Dynamics Ordnance and Tactical Systems". Gd-ots.com. ngày 21 tháng 10 năm 2013. Truy cập ngày 17 tháng 8 năm 2014.
12. ↑  About Us – Our Company Lưu trữ ngày 20 tháng 2 năm 2015 tại Wayback Machine General Dynamics
13. ↑  "National Security Inc". The Washington Post. Truy cập ngày 10 tháng 10 năm 2014.

### Sources
- Patents owned by General Dynamics Corporation. US Patent & Trademark Office. URL accessed on 5 December 2005.
- Founder of the Electric Boat Company tại Wayback Machine (lưu trữ ngày 26 tháng 10 năm 2009) from a GeoCities-hosted website
- Compton-Hall, Richard. The Submarine Pioneers. Sutton Publishing, 1999.
- Franklin, Roger. The Defender: The Story of General Dynamics. Harper & Row, 1986.
- General Dynamics. Dynamic America. General Dynamics/Doubleday Publishing Company, 1960.
- Goodwin, Jacob. Brotherhood of Arms: General Dynamics and the Business of Defending America. Random House, 1985.
- Pederson, Jay P. (Ed.). International Directory of Company Histories, Volume 40. St. James Press, March 2001. ISBN 1-55862-445-7. (General Dynamics section, pp. 204–210). See also International Directory of Company Histories, Volume 86. St. James Press, July 2007. ISBN 1-4144-2970-3 (General Dynamics/Electric Boat Corporation section, pp. 136–139).
- Morris, Richard Knowles. John P. Holland 1841–1914, Inventor of the Modern Submarine. The University of South Carolina Press, 1998. (Book originally copyrighted and published by the United States Naval Institute Press, 1966.)
- Morris, Richard Knowles. Who Built Those Subs?. United States Naval Institute Press, October 1998. (125th Anniversary issue)
- Rodengen, Jeffrey. The Legend of Electric Boat, Serving The Silent Service. Write Stuff Syndicate, 1994. Account revised in 2007.

## Link ngoài
- Official General Dynamics web site
- General Dynamics European Land Systems (Gdels.com) site
- - Dữ liệu doanh nghiệp dành cho General Dynamics: Google Tài chính
  - Yahoo! Tài chính
  - Bloomberg
  - Reuters
  -  SEC filings
| - x - t - s Máy bay do hãng Convair và General Dynamics chế tạo | - x - t - s Máy bay do hãng Convair và General Dynamics chế tạo |
| --------------------------------------------------------------- | --- |
| Tên định danh của hãng                                          | (đánh số tiếp tục từ Vultee): 105 · 109 · 110 · 116 · 118 1 · 2 · 3 · 4 · 5 · 6 · 7 · 8/8-24 · 21 · 22 · 23 · 24 · 30 · 31 · 48 240 · 300 · 340 · 440 · 540 · 580 · 600 · 640 |
| Máy bay ném bom                                                 | B-36 · XA-44 · XB-46 · XB-53 · B-58 · YB-60 · X-6 · X-11 |
| Máy bay tiêm kích và cường kích                                 | XP-81 · XF-92 · F-102 · F-106 · XFY · F2Y · Charger |
| Vận tải dân dụng                                                | 37 · 58-9 · 110 · 240 · 300 · 340 · 440 · 540 · 580 · 600 · 640 · 880 · 990 · 5800                                                                                            |
| Vận tải quân sự                                                 | XC-99 · C-131 · R3Y · R4Y · T-29 |
| General Dynamics                                                | F-111 · F-111B · F-111C · F-111K · EF-111A · F-16 · F-16XL · F-16 VISTA · Model 1600 · RB-57F                                                                                 || Tiêu đề chuẩn | - CiNii: DA09551546 - GND: 135265-9 - ISNI: 0000 0001 2179 3677 - LCCN: n50040205 - NLA: 35117561 - NLI: 002093127 - VIAF: 146548882 - WorldCat Identities (via VIAF): 146548882 |